# Christophe Gesseney
Christophe Gesseney, né le 18 octobre 1951, est un musicien, chef de chœur et compositeur vaudois.

## Biographie
Christophe Gesseney a un parcours professionnel atypique. Il commence par pratiquer les métiers d'ébéniste, de vendeur puis d'éditeur de partitions de musique avant d'embrasser une carrière de chef de chœur. Il ne s'est cependant pas improvisé musicien, puisqu'il a terminé ses études musicales aux Conservatoires de Fribourg, Genève et Lausanne, où il fut notamment l'élève de Jorge Pepi pour les branches théoriques, de Tini Westendorp à Fribourg et d'Isabel Balmori à Lausanne pour le chant, de Marcel Deblüe, Rose Hemmerling et Anne-Marie Grunder pour le violon, et de Michel Corboz, de Jean-François Monot, Jenö Reha'k et Thierry Besançon pour la direction. Il a également été choriste de l'Ensemble vocal de Lausanne, sous la baguette de Michel Corboz.
Après avoir commencé à diriger le chœur mixte La Tarentelle d'Echallens en 1975 (il le dirigera jusqu'en 1995), Christophe Gesseney fonde à Lausanne, en 1981, l'Ensemble vocal Euterpe avec lequel il participe avec succès à des concours et concerts en Europe. Christophe Gesseney dirige également, à partir de 1992, l'Ensemble choral de la Côte à Nyon et le Chœur Vivace de Lausanne, formations avec lesquelles il donne de nombreux concerts en Suisse et à l’étranger. Il a dirigé les grandes œuvres du répertoire choral avec orchestre ainsi que de nombreuses œuvres en formation a cappella. 
Il a en outre collaboré avec le metteur en scène François Rochaix et a fondé en 1992, aux Diablerets, le stage d’été Musique-Montagne, dont il assure la direction artistique. Parmi ses plus grands succès figurent le Didon et Énée de Purcell dans une mise en espace de Gérard Demierre, ainsi que la Passion selon Saint-Jean de Johann Sebastian Bach, en version scénique, représentée à la Cathédrale de Lausanne en 2007 (DVD paru en 2008). Mais il serait réducteur de ne s'arrêter qu'à ces deux exemples tant l'œuvre de Christophe Gesseney est, à son image, éclectique. Il a ainsi également dirigé l’Ensemble vocal Euterpe et l’Orchestre de chambre de Lausanne dans le Dixit Dominus de Haendel et le Magnificat de Bach à la Cathédrale de Lausanne. En février 2008, il conduit encore le Deutsches Requiem de Brahms avec le Chœur Vivace et l’Ensemble Choral de la Côte. Avec ces deux mêmes ensembles, il exécute au printemps 2009 la Messe en si de Johann Sebastian Bach. Dans un autre registre, il interprète deux créations mondiales durant l'année 2010, l’une du compositeur Massimo Lunghi en 2009 et l’autre du compositeur Thierry Besançon sur un texte de Eörs Kisfaludy Un matin sur le Mont Chevelu. En décembre de la même année il dirige le Messie de Haendel.
Christophe Gesseney dirige en septembre 2012 au Théâtre du Jorat à Mézières, le Requiem de Mozart, dans une version scénique avec le metteur en scène Gérard Demierre. 

## Sources
- « Christophe Gesseney », sur la base de données des personnalités vaudoises sur la plateforme « Patrinum » de la Bibliothèque cantonale et universitaire de Lausanne.
- Lathion, Jérôme, "Le Messie aurait pu convenir à notre 15e anniversaire", 24 Heures, 2005/07/20, p. 23
- Lathion, Jérôme, "Les Diablerets, entre art choral et randonnée", 24 Heures, 2005/07/20, p. 28
- Simond, Gilles, "Christophe Gesseney, un artisan au service de la musique", 24 Heures, 2013/06/04, p. 32
- P.G., "Pause d'une année pour le stage Musique-Montagne", 24 Heures, 2012/08/04, p. 12
- Chenal, Matthieu, "Ambitieuse Passion à la cathédrale de Lausanne", 24 Heures, 2006/12/01, p. 15
- 24 Heures 2010/07/22, p. 20, 2009/07/13, p. 26.